# 53843 Antjiekrog
53843 Antjiekrog este o planetă minoră (asteroid), cu un diametru de 6,785 km, din centura de asteroizi. A fost descoperită pe 30 martie 2000 la Colleverde⁠(d) de osservatorio Colleverde di Guidonia⁠(d). 
Obiectul prezintă o orbită caracterizată de o semiaxă mare de 2,3588725564502 UAi, o excentricitate de 0,08, o înclinație de 10 ° în raport cu ecliptica.